# Joanna boxi
Joanna boxi är en fjärilsart som beskrevs av Evans 1955. Joanna boxi ingår i släktet Joanna och familjen tjockhuvuden. Inga underarter finns listade i Catalogue of Life.